# Subiet!
Subiet! is een Nederlandse korte film (37 minuten) uit 2006 van Simone van Dusseldorp.
De korte film was genomineerd voor een Gouden Kalf in de categorie Beste TV-drama 2006.

## Plot
Sabrina (14) heeft een grote passie voor wielrennen. Ze woont met haar ouders in een klein Brabants dorpje. De hormonen gieren door haar lijf en ze weet zich geen raad met haar gevoelens. Als haar vriendin Maaike verkering krijgt, wil ze niet achterblijven. Hoewel ze heimelijk verliefd is op de broer van Maaike, boerenzoon Martijn, forceert ze een verhouding met een veel oudere seizoensarbeider. De twee puberende meisjes maken, los van elkaar, een innerlijke reis in de puberteit.

## Rolverdeling
| Acteur                       | Personage    | Opmerkingen   |
| ---------------------------- | ------------ | ------------- |
| Frédérique van den Biggelaar | Sabrina      |               |
| Marsha van Santvoort         | Maaike       |               |
| Niels Jochems                | Martijn      | Maaikes broer |
| Roeland Fernhout             | buspassagier |               |

## Trivia
- Volgens regisseur Van Dusseldorp beleefde zij haar mooiste filmervaring tijdens de ontmaagdingscène met Fernhout en Van den Biggelaar vanwege het hoge professionaliteitsgehalte van met name Van den Biggelaar en de juiste toonzetting.[2]